# Zentralafrikanische Wirtschaftsgemeinschaft

Mitgliedsstaaten der Zentralafrikanischen Wirtschaftsgemeinschaft. Graublau: nur dort Mitglied. Dunkelblau: außerdem Mitglied in CEMAC

Die Zentralafrikanische Wirtschaftsgemeinschaft, meist abgekürzt CEEAC oder ECCAS, (Französisch: Communauté Économique des États d'Afrique Centrale; Spanisch: Comunidad Económica de Estados de África Central, Portugiesisch: Comunidade Económica e Monetária da África Central) wurde am 18. Oktober 1983 auf dem Gipfeltreffen der Staats- und Regierungschefs der Zentralafrikanischen Zoll- und Wirtschaftsunion (UDEAC), São Tomé und Príncipe und den Mitgliedern der seit 1976 bestehenden Wirtschaftsgemeinschaft der Länder der Großen Seen (CEPGL) gegründet und basiert auch auf einer Initiative der Organisation für Afrikanische Einheit (OAU). Die Gemeinschaft umfasst knapp 140 Millionen Menschen und ein Gesamtbruttoinlandsprodukt von 170 Milliarden Dollar. Die Ökonomien der einzelnen Mitgliedsländer sind durchwegs stark exportorientiert.
Zu der in Libreville (Gabun) gegründeten Organisation gehören die folgenden Mitgliedstaaten:
- Angola (Mitglied der CEEAC, aber nicht der CEMAC oder EAC)
- Äquatorialguinea (Mitglied der CEEAC und der CEMAC)
- Burundi (Mitglied der CEEAC und der EAC)
- Gabun (Mitglied der CEEAC und der CEMAC)
- Kamerun (Mitglied der CEEAC und der CEMAC)
- Demokratische Republik Kongo (Mitglied der CEEAC und der EAC, aber nicht der CEMAC)
- Republik Kongo (Mitglied der CEEAC und der CEMAC)
- Ruanda (Mitglied der CEEAC und der EAC)
- São Tomé und Príncipe (Mitglied der CEEAC, aber nicht der CEMAC oder EAC)
- Tschad (Mitglied der CEEAC und der CEMAC)
- Zentralafrikanische Republik (Mitglied der CEEAC und der CEMAC)

 Ruanda trat 2007 aus der Organisation aus, um sich auf seine Mitgliedschaft in der COMESA konzentrieren zu können. 2015 trat Ruanda wieder der CEEAC bei. Nachdem Ruandas Übernahme des Vorsitzes der Wirtschaftsunion wegen der Verwicklung des Landes in den Dritten Kongokrieg keine Mehrheit der anderen Mitgliedsstaaten gefunden hatte, trat Ruanda 2025 erneut aus dem Staatenbündnis aus.
Neben den sieben Mitgliedsstaaten der Wirtschaftsunion stießen die drei Staaten der Wirtschaftsgemeinschaft der Länder der Großen Seen (D.R. Kongo, Ruanda und Burundi) zur neuen Wirtschaftsgemeinschaft. Angola hatte bis 1999 einen Beobachterstatus inne und wurde dann Vollmitglied. In den 1990ern war die Organisation aufgrund des Kongokrieges Großteils inaktiv, da die Mitgliedsstaaten auf unterschiedlichen Seiten kämpften. Auf einer Konferenz in Libreville im Februar 1998 verpflichteten sich die Staatsoberhäupter, sie wiederzubeleben. Dies führte zur Definition ihrer Aufgaben 1999 (siehe unten) und einer zusätzlichen politischen Integrierung durch gemeinsame Umsetzung von Programmen der Afrikanischen Union. CEEAC hat ein Partnerschaftsabkommen mit der EU unter der Bedingung geschlossen, dass es sich mit CEMAC zu einem Wirtschaftsraum zusammenschließt.
CEEAC ist eine im Vergleich zu anderen regionalen Zusammenschlüssen in Afrika weitgehend heterogene Gemeinschaft, mit den ehemaligen belgischen Kolonien Burundi und D.R. Kongo sowie dem spanischsprachigen Äquatorialguinea und dem portugiesischsprachigen Inselstaat São Tomé und Príncipe auf der einen und den restlichen, frankophonen Staaten auf der anderen Seite.

## Aufgaben und Ziele
Die Gemeinschaft soll die Mitgliedstaaten in wirtschaftlichen Fragen und bei der Errichtung einer Zollunion fördern und unterstützen sowie die daraus resultierende Schaffung eines gemeinsamen Marktes.
Die Vereinten Nationen unterstützen die Schaffung von Wirtschaftssonderzonen und Entwicklungskorridoren innerhalb der Wirtschaftsgemeinschaft der zentralafrikanischen Staaten unter aktiver Beteiligung des Privatsektors.
Die zentralafrikanische Wirtschaftsgemeinschaft veranstaltet jedes Jahr eine Gipfelkonferenz der Staats- und Regierungschefs, des Ministerrats und des Generalsekretariats.
Bei der Konferenz der Staatsoberhäupter in Malabo 1999 wurden vier maßgebliche Felder für die Organisation definiert:
- Kapazitäten entwickeln, um Frieden, Sicherheit und Stabilität zu gewährleisten
- Entwicklung einer wirtschaftlichen und monetären Integration
- eine Kultur für eine menschliche Integration zu schaffen
- einen autonomen Finanzierungsmechanismus zu schaffen

Das von der Afrikanischen Union für alle regionalen Wirtschaftsgemeinschaften vorgesehene NEPAD-Programm wurde 2004 von der Gemeinschaft ratifiziert.